# 阿兰·佛朗哥
阿兰·佛朗哥（西班牙語：Alan Franco，1998年8月21日—），厄瓜多尔男子足球运动员，司职中场。他曾代表厄瓜多尔国家队参加2022年国际足联世界杯，结果队伍止步小组赛阶段。